# Torneio de tênis de Hamburgo
O torneio de tênis de Hamburgo compreende os eventos profissionais de tênis que acontecem ou aconteceram em Hamburgo, na Alemanha. No calendário de elite, é combinado masculino e feminino, durante a era aberta, entre 1968 e 1978, 2002 e desde 2022.
Atualmente, possui o nome comercial de Hamburg European Open e recebe os seguintes torneios:
- ATP de Hamburgo, torneio masculino organizado pela Associação de Tenistas Profissionais, na categoria ATP 500;
- WTA de Hamburgo, torneio feminino organizado pela Associação de Tênis Feminino, na categoria WTA 250.
- WTA Challenger de Hamburgo, a partir de 2024, a Associação de Tênis Feminino, passou o torneio para a categoria de challengers com o nome comercial de ECE Ladies Hamburg Open.